# Eagle (gitarrtillverkare)
Eagle är ett svenskt gitarrfabrikat grundat av Örjan Jacobsson och Jerker Antoni. Eagle Instruments AB startades av nämnda duo sommaren 1999, och är beläget i Surahammar. Redan från start skapades ett gediget modellprogram med mer än 30 modeller. Gitarrerna är designade i Sverige och tillverkas i Korea av Un Sung Musical Instrument Company, grundat 1987. Februari 2011 utökades verksamheten och slogs samman med Jam Akustiskt AB till ett bolag med nytt namn: Jam GItarrer AB som ägs av Jerker Antoni, Örjan Jacobsson och Oscar Björklund. Grossistverksamheten är fortfarande i Surahammar. Butiken är belägen på Roslagsgatan 7 i Stockholm. Agenturer av gitarrer som företaget har är Eagle, Tanglewood, Burns, Valencia, SX, Mean m.fl. Agenturer av förstärkare är: Orange, JJLabs, JJLabs Tommy Folkesson Edition, JMI m.fl. Agenturer tillbehör övrigt: Brain plektrum, CNB gigbags och cases, SX munspel, Eagle tillbehör m.m.   